# 大休宗休
大休宗休（だいきゅうそうきゅう、応仁2年（1468年） - 天文18年8月24日（1549年9月15日））は、戦国時代の臨済宗の僧。出自については不詳である。諱は宗休。道号は大休。諡号は円満本光国師。今川義元に学識を授けた一人でもある。
幼いとき京都の東福寺永明庵で出家して学び、のち龍安寺の特芳禅傑に師事して参禅し、その印可を受けた。特芳の死後は西源院・龍安寺の住持を経て妙心寺の住持となったが、晩年は霊雲院を開創してそこに住した。今川義元の招きにより、駿河国に臨済寺を開山したが、のち妙心寺・尾張国瑞泉寺等を歴住した。後奈良天皇に臨済宗の宗義を進講し、円満本光国師の諡号を賜った。